# Предпринимательское объединение
Предпринимательское объединение — объединение двух и более взаимосвязанных хозяйствующих субъектов, имеющих общие цели, соответствующие проводимой единой экономической политике.

## Понятие и признаки
Предпринимательское объединение — это объединение двух и более организаций и(или) индивидуальных предпринимателей, между которыми существуют экономическая и(или) организационная зависимость, образованное в целях реализации общих интересов членов объединения и проводящее единую экономическую политику.
Понятие «предпринимательское объединение» в доктрине иногда заменяется категорией «объединение организаций корпоративного типа» , «производственно-хозяйственный комплекс» («хозяйственная система») или «хозяйственное объединение». Данные субъекты предпринимательской деятельности рассматриваются как наиболее эффективные формы предпринимательства в реальном секторе экономики.
Признаки предпринимательских объединений:
1. наличие устойчивых внутренних отношений контроля и организационно-управленческой зависимости;
2. имущественная обособленность и юридическая самостоятельность членов объединения;
3. единая экономическая политика и др.[5][6][7]

## История происхождения
Исторически первое упоминание о предпринимательских объединениях можно встретить в антимонопольном законодательстве. Так, в США Антитрестовский закон Шермана (1890 г.) признавал незаконными картельные соглашения. В Гражданском кодексе Франции (1804 г.) в положениях о субъектах права упоминалось простое товарищество как торговое объединение коммерсантов (ст. 1871 и 1872). В Англии согласно Актам «О монополиях и ограничительной практике» (1948 г.), «О ценах за перепродажу» (1964 г.) и «О монополиях и слияниях» (1965 г.) создавались особая комиссия и специализированный суд по ограничительной практике.
В России одним из первых хозяйственных объединений выступает Синдикат сахарозаводчиков (1887 г.). В советские годы образовывались производственные (ЗиЛ, ГАЗ) и промышленные объединения (Росторф, Росугль).
В современном российском законодательстве понятие «предпринимательское объединение» отсутствует, встречаются лишь его отдельные организационно-правовые формы (банковский холдинг, страховой пул, инвестиционное товарищество и т. д.).

## Виды

### организационно-правовые формы
- холдинг,
- простое товарищество.

Ранее выделялась третья форма — финансово-промышленная группа (ФПГ) (упразднена в 2007 году).

### способ организации и управления
- вертикально-интегрированные (банковский холдинг),
- горизонтально-интегрированные (простое товарищество),
- смешанные объединения (например, два и более холдинга объединяются на основе договора простого товарищества в более крупное предпринимательское объединение).

### наличие воли участников при создании
- добровольные (например, инвестиционные товарищества, картели или страховые пулы);
- принудительные объединения (в частности, образованные в результате реорганизации в форме выделения).

### масштаб деятельности (дислокация)
- в пределах одного государства (национальные),
- на территории различных государств (транснациональные и межгосударственные объединения).

### отрасль экономики
- отраслевые (металлургическая, инновационная и т. д.),
- межотраслевые (строительно-инвестиционная, научно-производственная и другие).

### цели создания
- получение наибольшей прибыли,
- экономическое господство на рынке,
- повышение конкурентоспособности,
- продвижение продукции на рынке.